# نايف حمد الدبوس
نايف حمد جاسم الدبوس (1909 - 21 يوليو 1997)، نائب سابق في مجلس الأمة الكويتي وساهم في تأسيس الدستور الكويتي و يعد ضمن أبرز الشخصيات في تاريخ الكويت الحديث.

## بداية حياته
بدأ حياته في الغوص على اللؤلؤ مع جده النوخذة جاسم الدبوس، وبعد ذلك اتجه إلى التجارة وكان يسافر إلى الشام والهند وأفريقيا، انضم إلى الشرطة عندما كان الشيخ صباح السالم الصباح رئيسا للشرطة، وقد انتخب بعد ذلك عضوا في المجلس التأسيسي الكويتي.
كان عضوا في غرفة تجارة وصناعة الكويت في الخمسينات.

## مسيرته السياسية
شارك في انتخابات مجلس الأمة الكويتي 1963 في الدائرة العاشرة وحصل على المركز الثالث برصيد 700 صوت وفاز بالانتخابات، وشارك في انتخابات مجلس الأمة الكويتي 1967 في الدائرة العاشرة وحصل على المركز الثامن برصيد 601 صوت وخسر بالانتخابات.
وقد أختير عضوا في المجلس الأعلى للتخطيط عام 1987، بعد ذلك عين رئيسا فخريا لنادي الفحيحيل حتى وفاته.